# Neomysidia willisi
Neomysidia willisi är en insektsart som beskrevs av Broomfield 1985. Neomysidia willisi ingår i släktet Neomysidia och familjen Derbidae. Inga underarter finns listade i Catalogue of Life.